# میشل آزاناویسوس
میشل آزاناویسوس (فرانسوی: Michel Hazanavicius‎; زاده ۲۹ مارس ۱۹۶۷) کارگردان و نویسنده ی فرانسوی است. وی با ساخت فیلم آرتیست به شهرت جهانی رسید و برنده جایزه اسکار بهترین کارگردان شد.

## زندگینامه
وی همسر برنیس بژو بازیگر فرانسوی می‌باشد .

## فیلم‌ها
- دالتون‌ها (٢۰۰۶)
- او. اس.اس ١١۷: قاهره، آشیانه جاسوسان (۲۰۰۶)
- او. اس. اس ١١۷: ریو جواب نمی‌دهد (۲۰۰۹)
- آرتیست (۲۰۱۱)

## جوایز
- اسکار ۲۰۱۲: بهترین کارگردان برای آرتیست